# Куси (замок)
Куси́ (фр. Château de Coucy) — средневековый замок во Франции. Расположен в коммуне Куси-ле-Шато-Офрик департамента Эна. Общая протяжённость стен замка по периметру — 2400 м. Гигантский донжон Куси имел 35 м в диаметре у основания и около 55 м в высоту. Толщина стен — до 7 м.
Замок Куси стоит на высоте 60 м над долиной на возвышенности, которая на севере завершается обрывом.
Замок был построен в 1220-х годах Ангерраном III де Куси. В середине XIX века известный архитектор Виолле-ле-Дюк провёл детальное обследование, обмеры построек и некоторые восстановительные работы. В 1862 году включён в государственный реестр исторических памятников Франции.
В ходе Первой мировой войны цитадель замка сильно пострадала: 27 марта 1917 года отступающие немецкие войска по приказу генерала Людендорфа взорвали четыре угловые башни и донжон. Для взрыва было использовано 28 тонн динамита.
Разрушение замка, который считался выдающимся памятником средневековой архитектуры, было бессмысленным с военной точки зрения и вызвало взрыв общественного негодования во Франции. В апреле 1917 года руины замка были провозглашены «памятником вандализму». Часть репараций, полученных Францией от Германии, были использованы для расчистки завалов и укрепления стен, но остатки величественных башен были не тронуты.
- План замка
- Предполагаемый вид цитадель по Виолле-ле-Дюку
- Модель замка до 1917 года
- Руины, фотография с аэроплана 27 июня 1917 года